# Filmfest Dresden

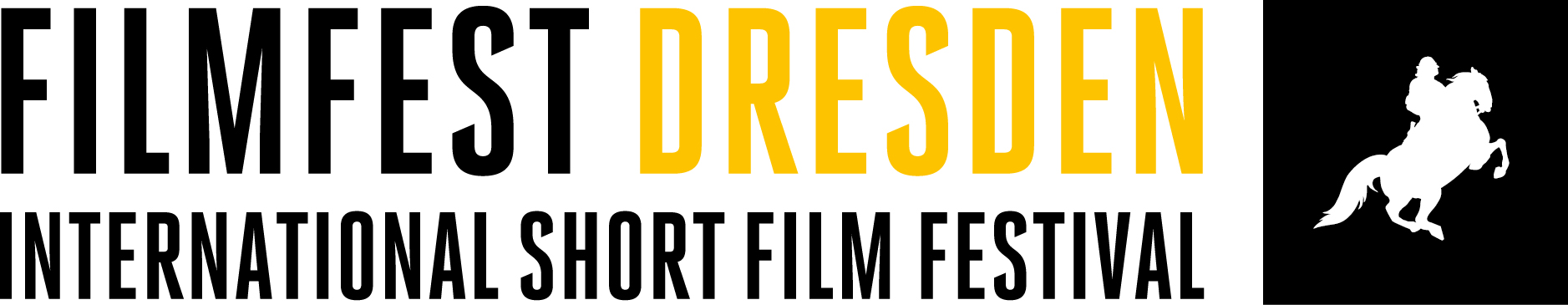
Logo

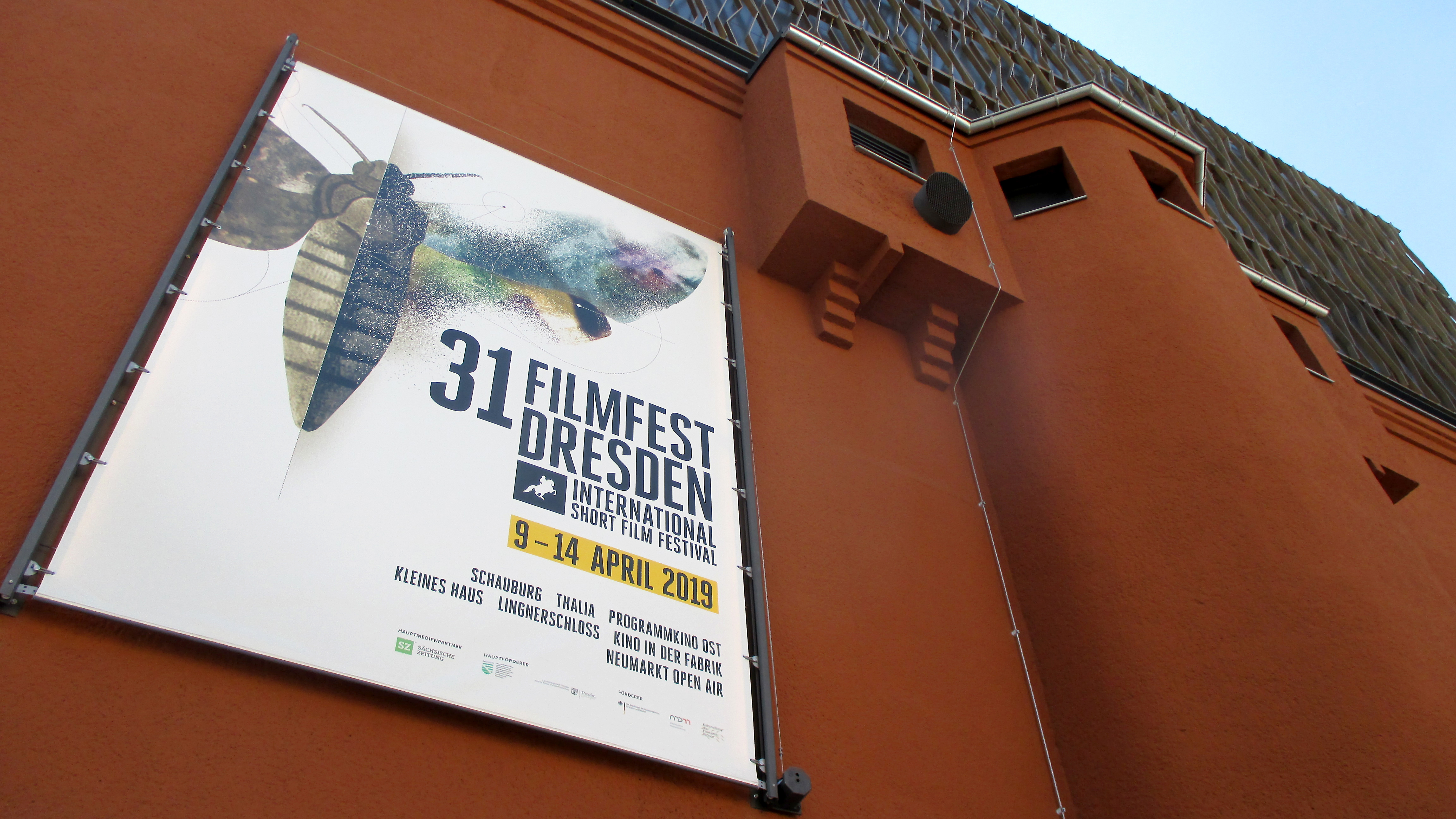
Schauburg Dresden – 31 Filmfest Dresden

Das Filmfest Dresden ist ein seit 1989 jährlich stattfindendes Kurzfilmfestival. Die Schwerpunkte im Wettbewerb liegen auf Kurzspielfilm und Animationsfilm.
Als das Filmfest Dresden noch vor der Wende erstmals ausgetragen wurde, diente es dazu, vorher in der DDR verbotene oder selten aufgeführte Filme der Öffentlichkeit vorzustellen. Nach der deutschen Wiedervereinigung musste sich der Schwerpunkt des Festivals zwangsläufig ändern. Da das DEFA-Studio für Trickfilme in Dresden beheimatet war, entschied man sich für das Konzept eines Kurz- und Trickfilmfestivals.
Der internationale Wettbewerb des Festivals existiert seit 1992 und 1998 folgte die Etablierung eines eigenen nationalen Wettbewerbs, in dem seit 2004 der mit 20.000 Euro dotierte Förderpreis der sächsischen Staatsministerin für Wissenschaft und Kunst vergeben wird. Mit insgesamt über 67.000 Euro Preisgeldern gehört das Filmfest Dresden zu den höchstdotierten Kurzfilmfestivals in Europa. Als Preis für die besten Animations- und Spielfilme in den Wettbewerben wird der „Goldene Reiter“ in Anlehnung an das gleichnamige Reiterstandbild vergeben. Zusätzlich gibt es Publikumspreise, den „Goldenen Reiter“ für Filmton, den LUCA Filmpreis für GeschlechterGerechtigkeit sowie den Arte-Kurzfilmpreis.
Neben den Wettbewerben bietet die Festivalwoche ein umfangreiches Angebot an Sonderprogrammen mit Themen- und Länderschwerpunkten, Retrospektiven und Kinderfilmen. Dazu gehört auch eine Schwerpunkt-Reihe, die jedes Jahr ein spezifisches Thema in den Blick nimmt und dieses in mehreren Filmprogrammen beleuchtet. Im April 2016 beispielsweise war die Retrospektive dem Thema Filme für die Sicherheit, kuratiert von Diana Ivanova, gewidmet.
Die Sektion „etc. - events, trainings, connections“ ergänzt seit 2012 das filmische Angebot mit Podiumsdiskussionen, Vorträgen, Workshops, Ausstellungen und Empfängen und richtet sich sowohl an Fachbesucher als auch an das interessierte Publikum.